# フィーバー億万長者
『フィーバー億万長者』（フィーバーおくまんちょうじゃ）は、1995年2月にSANKYOが発売した、史上初の8ライン方式のドラム型として登場したパチンコ機のシリーズ名。
『フィーバー億万長者SP』と『CRフィーバー億万長者SP』の2機種がある。

## 概要
ドラム型のデジパチ。有効ラインは8ラインで、横4ライン・斜め4ラインを採用しているのが特徴である。
大当たり図柄は全部で6種類ある。現金機は、どの図柄が揃っても必ず次回大当たりまで継続する、小当たりの確変に突入する。小デジタルの回転時間は、通常時や確変時など状態により変化する。CR機は、「7」「ダイヤ」「金貨」図柄のいずれかが横並びに揃うと確変に突入する。斜めラインに揃った場合は通常大当たりとなる。確変突入後は以後2回の大当たりまで継続するタイプである。

## スペック
- フィーバー億万長者SP
  - 賞球数 6&13
  - 大当たり最高継続 15R
  - 大当たり確率 1/197
  - 小当たり確率 
    - 通常時 3/13
    - 確変時 10/13
- CRフィーバー億万長者SP
  - 賞球数 5&15
  - 大当たり最高継続 16R
  - 大当たり確率
    - 設定1 1/279
    - 設定2 1/293
    - 設定3 1/323

  - 確変中大当たり確率
    - 設定1 1/93
    - 設定2 1/73.3
    - 設定3 1/53.8

  - 確変突入率 11/46
  - 確変期間 以後2回の大当たりまで

## 図柄
- 7
- ダイヤ
- FEVER
- 時計
- 車
- 金貨

## 演出
リーチ成立時は、左ドラムが停止する少し前に予告音が鳴る仕様である。
リーチアクションは4パターンある。

- ノーマルリーチ
  - 左、中とドラムが揃ってテンパイ。そのまま当るのと、1コマ戻って当るものがある。

- 2段階リーチ
  - 大当り絵柄を1コマ過ぎて一旦停止後、再度回転するリーチ。出現比率はかなり高い。

- ジリジリリーチ
  - 大当り絵柄に徐々に近づくリーチ。戻りもある。

- 成金リーチ
  - リーチの状態で前絵柄が、回転→一旦停止後を4回繰り返すリーチ。

—『パチンコ必勝ガイド 1996 9•19号』p15
CR機の小当たり確率は、通常時は1/10のところ、確変時には9/10までアップする。確変中は小デジタルの回転時間も短縮され、電チュー開放時間も延長される。

## サウンドトラック
- 『ザ・パチンコ・ミュージック・フロム・SANKYO SPECIAL ～愛のパチパチロック～』 キングレコード、1996年2月21日。KICA-1173。
  - BGMが収録されている。